# Trevijano
Trevijano es una localidad del municipio de Soto en Cameros, en la comunidad autónoma de La Rioja (España). Antiguo pueblo de ganaderos trashumantes, sufrió un retroceso demográfico que casi le hizo desaparecer a finales de los años 1970, pero revivió en los 30 años posteriores gracias a residentes, veraneantes y al turismo.

## Geografía

### Situación
El territorio está en la zona media del valle del río Leza, casi en su totalidad en la margen izquierda. Se sitúa dentro de la Rioja Media, al norte del Camero Viejo. Junto con los montes Rodalillo y Laturce, son las últimas estribaciones de la sierra de Cameros, perteneciente al Sistema Ibérico, antes de llegar a la depresión del Ebro.
Limita al norte con Leza de Río Leza y con Clavijo, al este con Lagunilla del Jubera (despoblado de Villanueva de San Prudencio), al oeste con Nalda y al sur con Soto en Cameros y con la aldea de Luezas, perteneciente al mismo municipio.
El pueblo se asienta a 1012 m s. n. m. en un collado alargado, entre la cima de Cuernosierra (o Cornosierra, a 1212 m s. n. m.) y la pequeña meseta de El Plano (1026 m s. n. m.), situada junto al cauce del río Leza pero a 360 m de altura sobre él.

### Descripción física

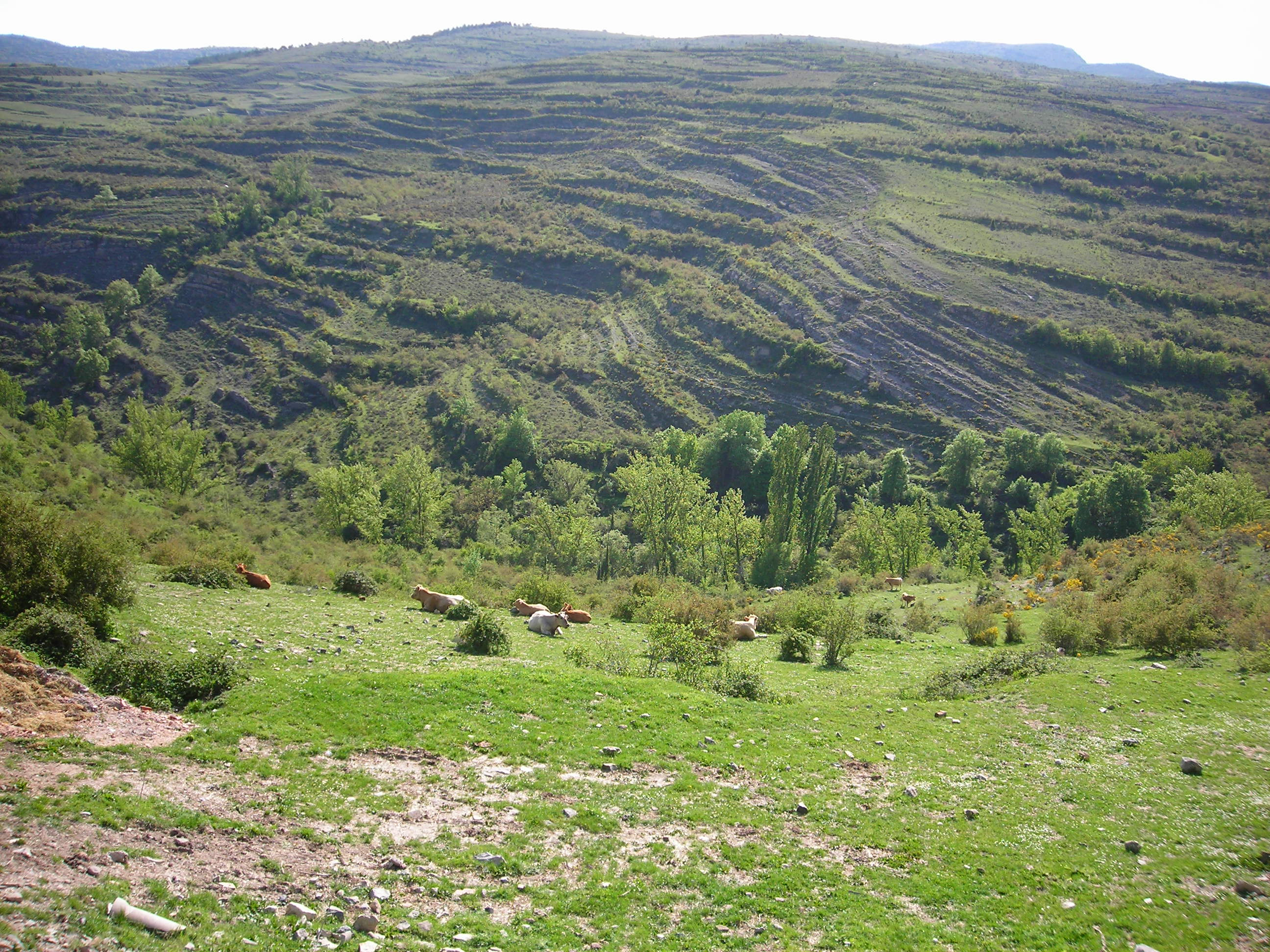
Bancales abandonados.

El terreno sube bruscamente desde el río Leza hasta media ladera, entre 200 y 400 metros de altura, formando un cañón de laderas muy empinadas y desfiladeros verticales de roca caliza, ascendiendo más suavemente a partir de ahí hasta llegar a las cimas, redondeadas y con afloramientos rocosos.
El punto más bajo está en el cauce de este río, a 575 m s. n. m., y el más alto en las inmediaciones de Peña de Aldera, a 1230 m s. n. m.
El material original tiene su origen en el cretácico inferior y jurásico, salvo una parte al norte de origen neógeno. Pese a la naturaleza de la roca, no hay grandes manifestaciones kársticas como las dolinasde Zenzano y Leza de Río Leza, salvo alguna gruta de pequeño tamaño usada antaño de refugio para el ganado.
El suelo es rocoso, calizo y por lo general no muy profundo, y excepto la dehesa y el cañón la mayor parte forma antiguos bancales abandonados. Según la clasificación de suelos WRB de la FAO predominan los cambisoles cálcicos y kastanozems cálcicos (xerochrept y haploxeroll en la Soil Taxonomy norteamericana).
El río Leza atraviesa el término de sur a norte, aunque discurre seco la mayor parte del año entre Soto en Cameros y las Fuentes del Restauro. El agua se filtra en el Pozo de la Olla y vuelve a aparecer 5 kilómetros río abajo. Su caudal varía entre los 4,00 m³/s en mayo y los 0,47 m³/s en octubre, con un total anual de 52 hm³ y una media de 1,66 m³/s.
El resto de los ríos son barrancos y arroyos tributarios de éste, de poca entidad y aprovechamiento salvo el barranco Trevijano, varias de cuyas fuentes son captadas y transportada el agua hasta el depósito ubicado junto al pueblo, en las eras de San Andrés, para el abastecimiento del mismo.

## Geografía humana

### Demografía
| Gráfica de evolución demográfica de Trevijano entre 1842 y 1970 |
| |
| Población de derecho según los censos de población del INE Población de hecho según los censos de población del INEEntre el censo de 1981 y el anterior, este municipio desaparece porque se integra en el municipio 26146 (Soto en Cameros) |

La población residente en el pueblo se puede dividir entre los que descienden del pueblo (la minoría), y los que han ido llegando de fuera, atraídos por la tranquilidad del medio rural; además, otros descendientes del pueblo veranean en él, multiplicando esos meses por 3 o 4 los residentes.
Con un máximo de población a mediados del siglo XIX, fue perdiendo poco a poco habitantes hasta finales de los años 1950, pero entre 1950 y 1979 se fue el 95 % de los residentes, sobre todo a Logroño. Sin embargo, desde 1970 se han ido instalando nuevos vecinos que han aumentado el censo levemente.
En la tabla se muestran los datos del censo del antiguo municipio de Trevijano. Tras su desaparición al anexionarse en al municipio de Soto en 1970 se dejan de tener datos demográficos hasta el año 2000, en el que el INE vuelve a hacer públicos los datos del censo de las entidades menores.
| Gráfica de evolución demográfica de Trevijano entre 1857 y 2011                                          |
| |
| Población de derecho según los censos de población del INE. Población según el padrón municipal de 2017. |

### Zonas del pueblo y edificios aislados
De norte a sur, el pueblo se distribuye así:
- Eras de San Andrés. En una ladera empinada se ubican pajares en ruinas, el depósito de agua y una antigua ermita prácticamente desaparecida. Es la zona más deteriorada del pueblo.

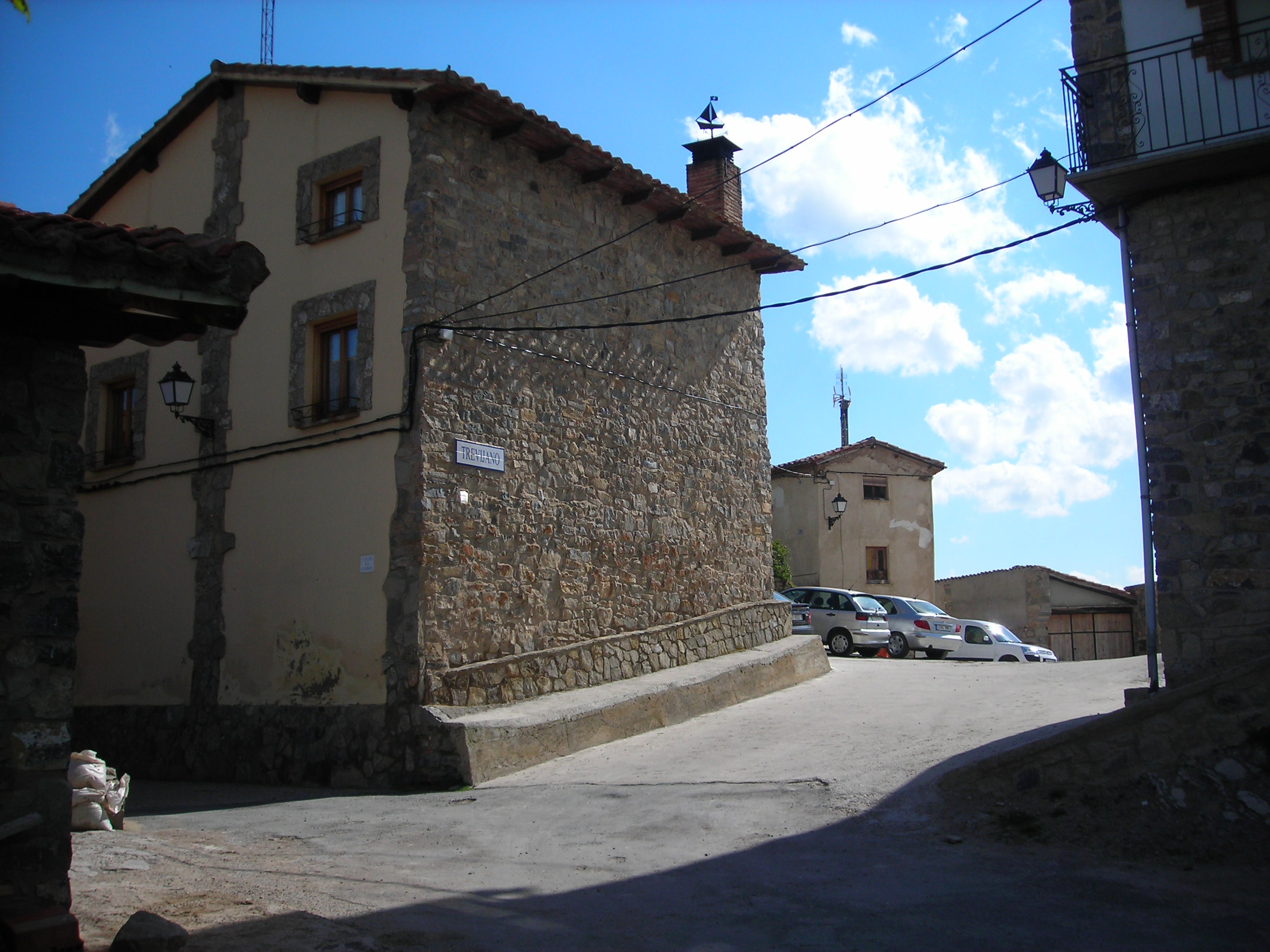
La Carrasca.

- La Carrasca. Explanada dividida en dos por una cuesta con un mirador al cañón. Llegan aquí la LR-462, la pista que conduce hasta la Cañada Real y otra pista que llega hasta el Plano y las otras eras.
- La Plaza. Posee un frontón y una fuente con abrevadero. Entre la Carrasca y la Plaza pasan las calles Mayor y La Cuesta, entre las que están la antigua escuela, la iglesia y el cementerio en una elevación del terreno.
- Las Eras. También en ladera y con pajares. En una se encuentra el campo de futbito. Entre estas y la Plaza están las calles Arañal y Fontana.
- El Plano. Terreno llano con vistas a Soto en Cameros, al futuro embalse y a todo el cañón.

Además, fuera del pueblo hay una caseta en el término de Valdelacanal, las ermitas del Cristo (o del Monte) y del Cúpulo, y varios corrales en diverso estado de conservación, en los términos de Zorralamuela, Tajugueras, el Congosto y Las Hoyas.

### Climatología
El clima dominante es el mediterráneo continentalizado, con una precipitación anual de 600 mm (con el máximo en primavera, 200 mm) y temperatura media de 11 °C, 12 días de nieve y 80 de lluvia al año, y una evapotranspiración potencial de 750 mm anuales. Esto provoca un déficit hídrico en verano y otoño, y el marcado estiaje de los ríos y arroyos de la zona.
Estos valores dependen de la altura y orientación; en las orientaciones al norte las precipitaciones son mayores, lo que propicia que los cultivos no necesitados de riegos abundantes fueran cultivados en secano y con buenos resultados.

### Flora y fauna
- Fauna. Abundan corzo, jabalí, conejo, liebre, tejón, zorro, y otros. En los cortados anidan buitre leonado y abanto (alimoche). También se ven diversas especies de reptiles, roedores, anfibios, peces en el río Leza e invertebrados (el canto de la chicharra en las noches veraniegas es constante).
- Flora. En las zonas boscosas predomina el quejigo, y la encina en las cotas más bajas y soleadas. Hay una zona junto al término de Leza de Río Leza con repoblaciones de pino silvestre y pino laricio. Otros árboles menos abundantes pero significativos son olmo, chopo en las riberas de arroyos, nogal, ciruelo, fresno, desgarracalderos (arce de Montpellier) y acebo. En otras zonas predomina el matorral de aulaga, bujo (boj), tapaculos o calambruchera (escaramujo) y zarza. Otras plantas de importancia culinaria o medicinal son tomillo, romero, espliego, orégano, enebro, cola de caballo, endrino y arganzón (uva espina). En las cotas más altas, además de pastos, se ven matacabrones, té de roca, manzanilla y espachapastores.
- Hongos. Las setas más buscadas son seta de cardo (asociada al también abundante cardo), de chopo, senderuela y níscalo.

## Historia

### Etimología
Pese a no estar claro el origen del topónimo, existen tres teorías principales. Una lo haría derivar de Treviñano, o lugar perteneciente al señor de Treviño, pero es bastante infundado. Otra, basada en la denominación Trevillano recogida en el año 1082, lo haría derivar de Tri-villam (lugar formado por tres villas), pero no parece clara la razón de este nombre. La más probable es que deriva de Trevilianus, una villa o fundus de alguien llamado Trevilius (nombre claramente romano).
Esta última teoría haría que su origen como lugar habitado se situase antes de las invasiones visigoda y musulmana.

### Prehistoria y Edad Antigua
Aunque no hay restos anteriores a los dólmenes, es de suponer que estas sierras están habitadas, por lo menos de forma esporádica, desde hace cientos de miles de años, tal como atestiguan los cercanos yacimientos de la sierra de Atapuerca. El primer vestigio de presencia humana son los monumentos megalíticos, que dan fe de una presencia dilatada en el tiempo (5000 – 1500 a. C.).
En San Román de Cameros hay restos de un poblado berón, y varias villas romanas documentadas en la zona. Según el origen del topónimo, el pueblo tendría su origen en esta época.

### Edad Media y Edad Moderna
No se conoce nada de las dominaciones visigoda y musulmana, pero es de suponer que si se conservó el nombre es porque nunca quedó totalmente despoblado, quedando sus habitantes sometidos al señor de turno. Con la reconquista del valle del Leza por Sancho Garcés I de Pamplona en el año 923, queda en manos del reino de Nájera-Pamplona, pasando en el 1076 al de Castilla. En el año 1040 García Sánchez III incluye la zona en el Señorío de Cameros, adjudicándoselo a Fortún Ochoa, de la familia Fortún (emparentada con los Banu Qasi y la dinastía Íñiga). Aparece por vez primera de forma documentada en una carta del monasterio de San Prudencio del año 1067, aunque un documento de un monje del monasterio de San Martín de finales del siglo XI menciona una donación del rey García III en el año 1048. Perteneció, como aldea de Leza de Río Leza, al monasterio de Monasterio de Santa María (Nájera), hasta su segregación, subasta y adquisición por nobles particulares durante el siglo XVI, perteneciendo al marquesado de Valverde a la abolición de los señoríos en el siglo XIX.
Con el avance de la reconquista, se instauró en toda la sierra el sistema trashumante organizado a través del Concejo de la Mesta, que provocó un auge económico tanto a nivel local como a toda Castilla gracias al comercio de la lana. Esto posibilitó la construcción de las torres fuertes y de la iglesia en los siglos XV a XVII.
Una serie de factores sociales, políticos y económicos hizo que durante los siglos XVII y XVIII fuese decayendo la trashumancia, y en Trevijano se substituyó casi totalmente por una economía de subsistencia. A partir de mediados del siglo XVIII, las mejoras agrícolas y sanitarias se suman al declive económico, propiciando un importante aumento de población y la sobreexplotación del territorio, con el cultivo de zonas anteriormente usadas para pastoreo y de bosques adehesados, abancalando cualquier terreno con perspectiva de cultivo, llegando a ocupar más de la mitad del término.
Según los distintos censos, en 1594 el pueblo tenía 250 almas (habitantes); en 1842 había crecido hasta los 504 habitantes, bajando hasta los 339 en 1897 (INE).

### Edad Contemporánea
A consecuencia de la crisis trashumante y del posterior aumento de la población, durante el siglo XIX y hasta 1936 hubo una lenta pero constante e importante emigración a América, fundamentalmente a Argentina. A partir de ese año se paró bastante el flujo en parte por el nuevo régimen y en parte por las noticias que daban los ya emigrados, comentando que la situación allá no era tan buena como se decía en la propaganda de las compañías navieras.
Durante este periodo, se mantuvo la ganadería ovina, pero en menor cantidad debido a la menor mano de obra, a la escasez de pastos en invierno y al mayor terreno cultivado. Para solventarlo, se implantaron acuerdos con otros municipios que, a la postre, fueron los que provocaron el último y más sangrante éxodo. En Nalda se acordó poder pastar “de sol a sol” (mientras fuera de día), a Luezas se podía entrar a pastar en años alternos, en Clavijo se toleraba aunque no existían acuerdos y con Leza de Río Leza y Ribafrecha se estableció una mancomunidad de pastos. Por último, en Soto en Cameros se prohibió que los de Trevijano entrasen a pastorear, creando varios conflictos por las multas impuestas.
Hacia 1950 los municipios de Soto, Clavijo y Nalda, animados por el ICONA, decidieron aprovechar esos terrenos que ellos no usaban, y los comenzaron a repoblar de pinos. Además, se les unió en 1955 Leza, por lo que en menos de seis años Trevijano vio reducidos sus pastizales habituales a la mitad, y con el riesgo de fuertes multas impuestas al rebaño que se metía en el pinar, que rodeaba literalmente su término municipal.
Los trabajos de repoblación dieron unos años de trabajo a la juventud, pero a la vez generaron un clima de inseguridad por el futuro de la ganadería del pueblo, y entre 1956 y 1968 la casi totalidad de las familias se trasladaron a zonas industriales españolas, en auge y demandantes de mano de obra por el desarrollismo del régimen franquista, fundamentalmente a Logroño, pues garantizaban una vida y un trabajo menos duros que los de su lugar de origen. El proceso fue mayor y más rápido ya que no requería la inversión de un viaje a América, y el retorno en caso de arrepentirse era sencillo. En otros pueblos de la sierra tuvieron éxodos similares aunque en pocos de esta envergadura y rapidez.

### Actualidad
Hacia 1970, cuando el pueblo se encontraba ya diezmado, surgió un movimiento que lo salvaría del abandono total. Una serie de jóvenes, por la cercanía con el valle, al rápido y masivo abandono, y a su pintoresca situación, lo eligió para irse a vivir, formando una comunidad más abierta y tolerante que la sociedad de la época; los naturales del pueblo, reticentes en un principio aunque sin producirse demasiados roces, los denominaron “los hippies”, llegando a ser unas veinte personas hacia 1975. A partir de 1977, los descendientes del pueblo que vivían en el valle comenzaron a regresar para pasar las vacaciones y los fines de semana, una vez ya establecidos y con hijos.
Tras perder la independencia municipal en un proceso no demasiado claro, es cuando los tres grupos, veraneantes, residentes foráneos y nativos, comienzan a mejorar las infraestructuras (agua, luz, pavimentación, etc.), y para tener más fuerza forman la Asociación de Amigos de Trevijano en el año 1985. Esta asociación ha sido el eje que ha unido a los trevijanos, y además de organizar las fiestas anuales y otros actos sociales y culturales, ha sido el habitual interlocutor con el ayuntamiento y otras instituciones, con el fin de seguir mejorando el pueblo entre todas. Su mayor hito fue la organización del VIII Día del Camero Viejo en el año 1996, aunque también produjo unos años de tensas relaciones con el ayuntamiento, normalizadas en 2003.
Desde entonces, en el pueblo se han ido rehabilitando casas y arreglando calles y, aunque hay algunos aspectos a mejorar, el conjunto ha cambiado sustancialmente y seguirá mejorando en el futuro.

## Economía

### Agricultura y ganadería
- Agricultura. Hasta los años 1970, casi la mitad del terreno se aprovechaba para una agricultura de subsistencia y, salvo pequeñas huertas, de secano. Los cultivos principales eran patatas, legumbres y forrajeras. Con el despoblamiento, ha desaparecido esta actividad, excepto alguna huerta para autoconsumo. En 2006 se plantó una finca para comprobar la viabilidad del cultivo de la trufa, que si se demuestra rentable puede cambiar el futuro de esta zona de la sierra.
- Ganadería. La cabaña tradicional era el ovino, seguido de lejos por caprino, mular y porcino. Tras la emigración, los vecinos restantes sustituyeron casi todo por el bovino, en gran medida por sus menores cuidados y enfermedades, pues no hace falta estar todo el día en el monte con ellos, como con las ovejas. Además, el cuidado constante de los rebaños era la tarea habitual de los más jóvenes, precisamente los que más emigraron. En 2007 existen varios rebaños de vacas y uno de ovejas, ambos criados para carne, y algunos ejemplares de caballos. También hay varios grupos de colmenas de cría ecológica.

A nivel municipal existe un coto de caza gestionado por el ayuntamiento, y los cazadores están agrupados en la Sociedad de Cazadores de Soto en Cameros, Treguajantes, Luezas y Trevijano.

### Industria
La única actividad de entidad es la artesana, pues hay varios talleres que se dedican a la encuadernación, a la cerámica, a la carpintería, a las almazuelas y a realizar telas, todo de forma manual. En el año 2006 se constituye una nueva empresa dedicada a la elaboración de empedrados decorativos y otros trabajos de bioconstrucción, y existe otra empresa del ramo de la construcción.

### Servicios
Como servicios cabe citar la casa rural “Casa Cañon del rio Leza", anteriormente llamada, " Maestro Ciruela ”, sucesora de “Casa Daría” tras cambiar de propietarios. Casa de alquiler completo con una capacidad para 6 personas y 2 más en cama supletoria. Regentada por José Miguel González y María José Zaldivar. Una pareja muy enamorada.

### Comunicaciones
La única vía de acceso asfaltada es la LR-462, que llega desde la LR-250; es una vía de un solo carril y pronunciada pendiente, que estaba previsto mejorar para el año 2009, pero el proyecto se paralizó. El “empalme” de las carreteras, anteriormente muy peligroso, fue mejorado en el año 2005 junto con el tramo hasta Leza. Las obras del tramo hasta Soto se acabaron en noviembre de 2007.
Una pista, arreglada en 2007, llega hasta la Cañada Real, y otra discurre paralela a esta última. Los caminos que van hasta los pueblos de los alrededores están medio abandonados, pero pueden recorrerse sin problemas a pie, en bicicleta o a caballo.

### Administración
El pueblo pertenece desde el año 1979 al ayuntamiento de Soto en Cameros, aunque hasta esa fecha tuvo ayuntamiento propio. El alcalde es Miguel Pedro Cuesta Santo Tomás (PP) desde 2003, aunque hasta junio de 2007 lo era por el Partido Independiente de Soto en Cameros (PISEC).
En materia educativa depende del colegio de San Román de Cameros (CRA IV Villas) hasta primaria, en secundaria del IES La Laboral (Lardero); está englobado en la zona básica de salud de San Román de Cameros; y su parroquia pertenece al arciprestazgo del Leza, de la diócesis de Calahorra y La Calzada-Logroño.
Cabe reseñar que desde el 9 de julio de 2003 su término está incluido por la Unesco en la reserva de la biosfera de los valles del Jubera, Leza, Cidacos y Alhama, gran parte de él en su zona núcleo, y también se incluye en parte en la ZEPA Peñas del Iregua, Jubera y Leza.

## Lugares de interés

### Monumentos religiosos

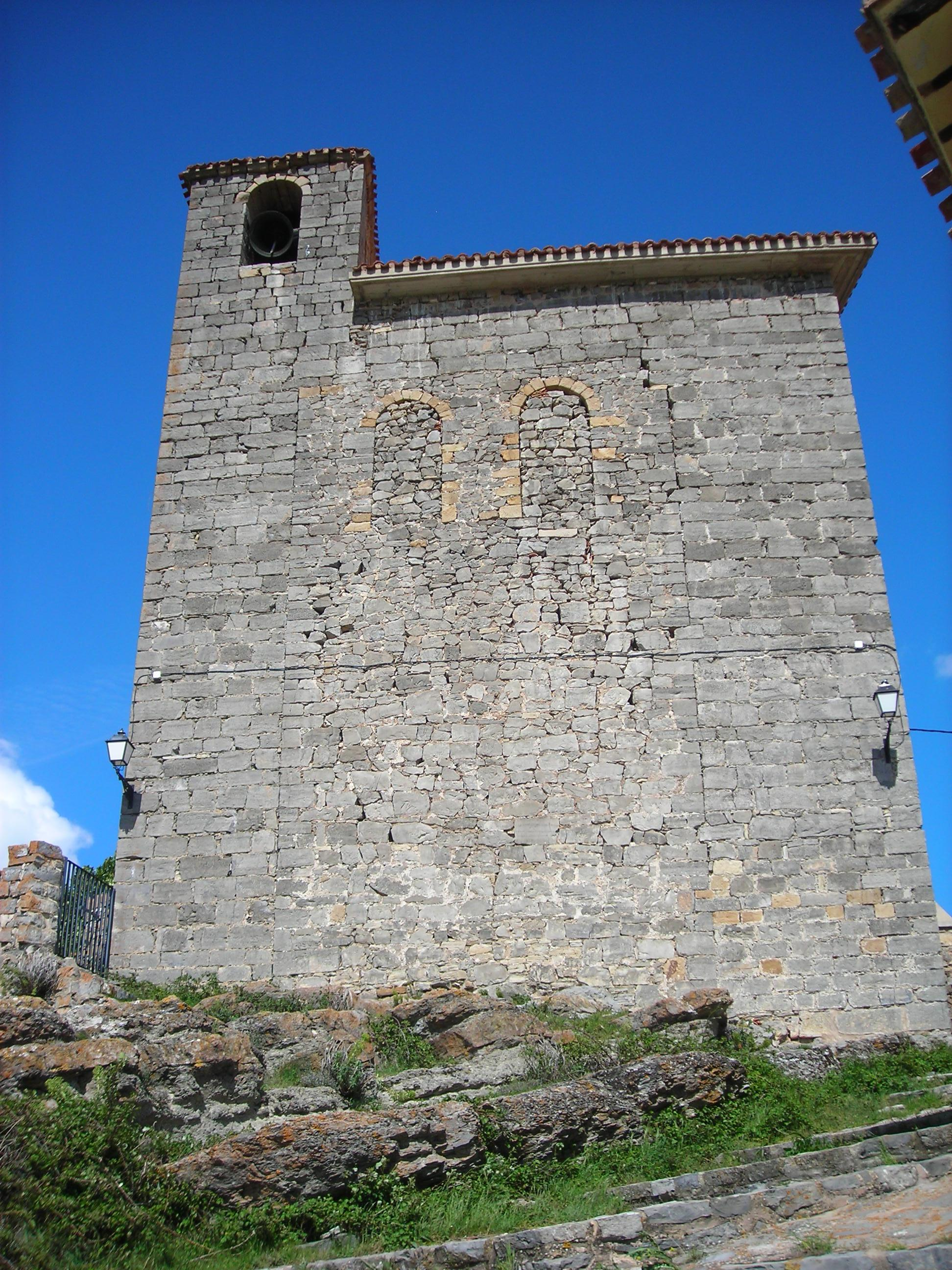
Iglesia de San Cristóbal.

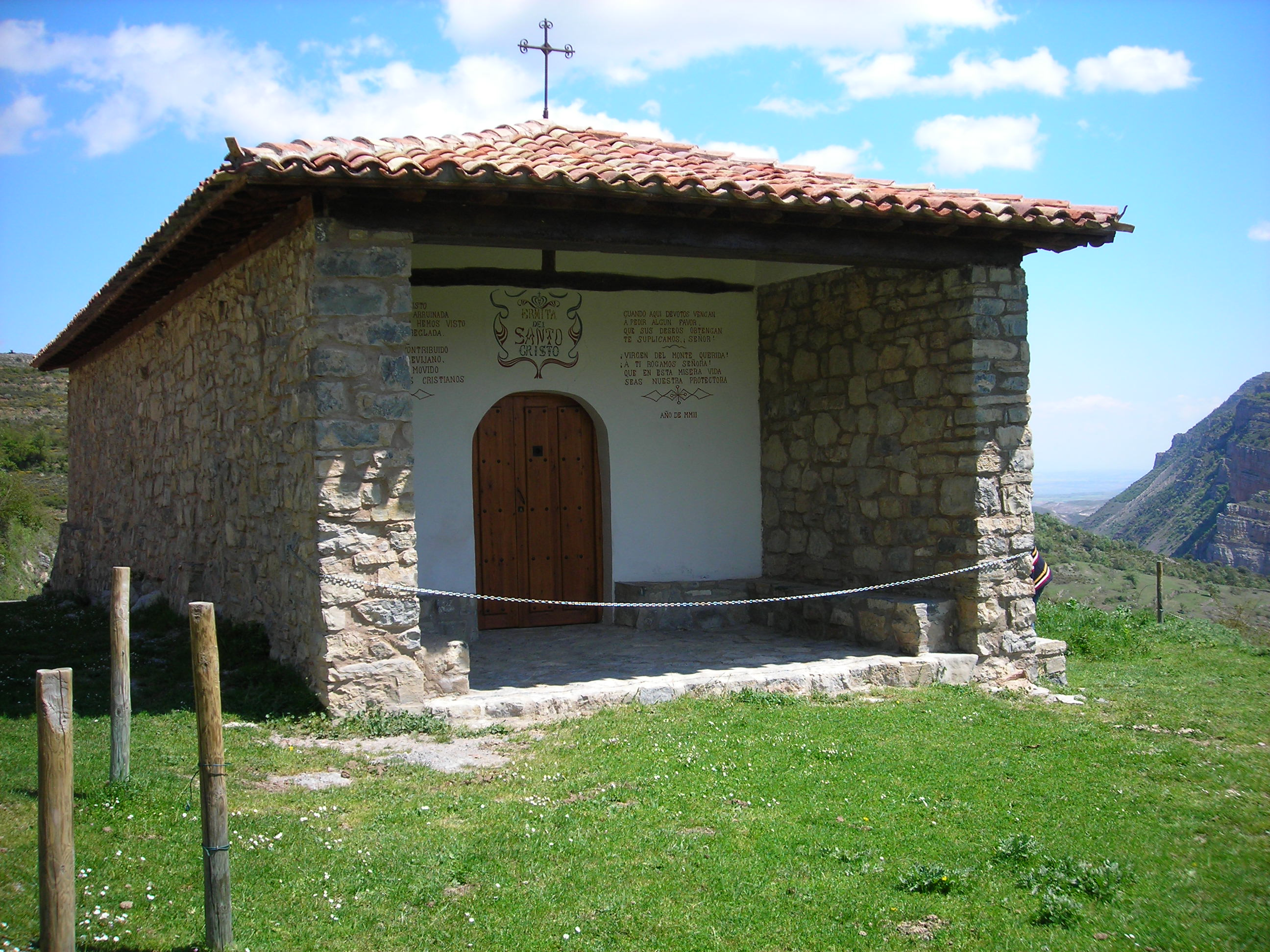
Ermita del Santo Cristo.

- Iglesia parroquial de San Cristóbal. Situada en el centro del pueblo, en un altozano unos metros por encima del nivel de las calles circundantes que la hace destacar desde cualquier perspectiva. La planta actual data de los inicios del siglo XVI,[8] pero se construyó ampliando otra más antigua. Ha tenido dos restauraciones, una en 1980 y otra en 1992, en la que se aseguró la estabilidad del tejado con hormigón. Las paredes interiores, sin embargo, están algo deterioradas. Es un edificio de sillarejo de nave de dos tramos, arcos algo apuntados, bóvedas de crucería y coro de madera en un piso más elevado. Se conservan imágenes de San Felipe, Santiago el menor, la Virgen del Monte y la del Cúpulo, junto con otras menores y un retablo en el altar. El altar está orientado aproximadamente hacia el este. Tiene un campanario en la esquina noroeste con dos espadañas. Tiene 28 m de largo, y 12 de ancho en la parte más estrecha, frente a los 22 m de la más ancha (incluyendo la sacristía). Tiene una entrada que hasta hace poco era un edificio anejo cerrado y con tejado, pero se hundió y se ha arreglado la pared dejándola a media altura y sin tejado. Junto a la base del campanario está la entrada al cementerio, de unos 200 m² y cerrado con una tapia de piedra.

- Ermita del Santo Cristo.[8] Situada en la LR-462, a 500 m del pueblo y a 970 m s. n. m. Datada en el siglo XVI (muros) y XVIII (bóveda) y está fabricada con mampostería. Antigua sede de la Virgen del Monte, ha sido restaurada repetidas veces en su historia, la más reciente en el año 2002. De un arreglo anterior, de principios de siglo XX, se recuperaron unas estrofas escritas en la entrada para la ocasión, hechas por el párroco de entonces, D. Juan Manuel García Miguel.
- Ermita del Cúpulo (o del Pópulo)[8]. Situada en el antiguo camino a Clavijo, a 500 m del pueblo y a 1077 m s. n. m. Posiblemente data del siglo XVIII. Antigua sede de la Virgen del Cúpulo, se encuentra muy deteriorada.
- Ermita de San Andrés[8], junto al pueblo pero totalmente en ruinas. Además, hay un paraje junto a la LR-462, a 1.500 m del pueblo, llamado Virgen de Abajo, y dado que a la Virgen del Cúpulo se la conocía antes como la Virgen de Arriba, es lógico suponer que pudo existir otra ermita en esa zona.
- Tanto en la ermita de San Andrés como en la del Cúpulo hubo sendas pilas bautismales labradas en piedra que desaparecieron en la década de los 70.

### Monumentos civiles
- Dolmen del Collado del Mallo. Situado en el antiguo camino a Fuente Haya, junto a la Cañada Real[8] y a la divisoria de cauces con el río Iregua, a 2.000 m al oeste del pueblo y a 1145 m s. n. m. Existen otros dólmenes en esta misma divisoria, tanto hacia al norte como hacia el sur, aunque éste es de los mejor estudiados. Datado en el III milenio a. C., se trata de un sepulcro múltiple de corredor. Se realizaron excavaciones entre 1994 y 1996 por un equipo de arqueólogos. Ha sido acondicionado por el Gobierno de La Rioja para su visita, restaurándolo y vallándolo. Hay un recorrido bien señalizado desde el pueblo.
- Edificios de sillería[8]. Hay unos edificios en el entorno de la plaza con planta y dinteles hechos con sillares, antiguas torres fuertes del siglo XVI. También hay otros dinteles, en arco y rectos, y una ménsula que podrían datarse en la misma época.

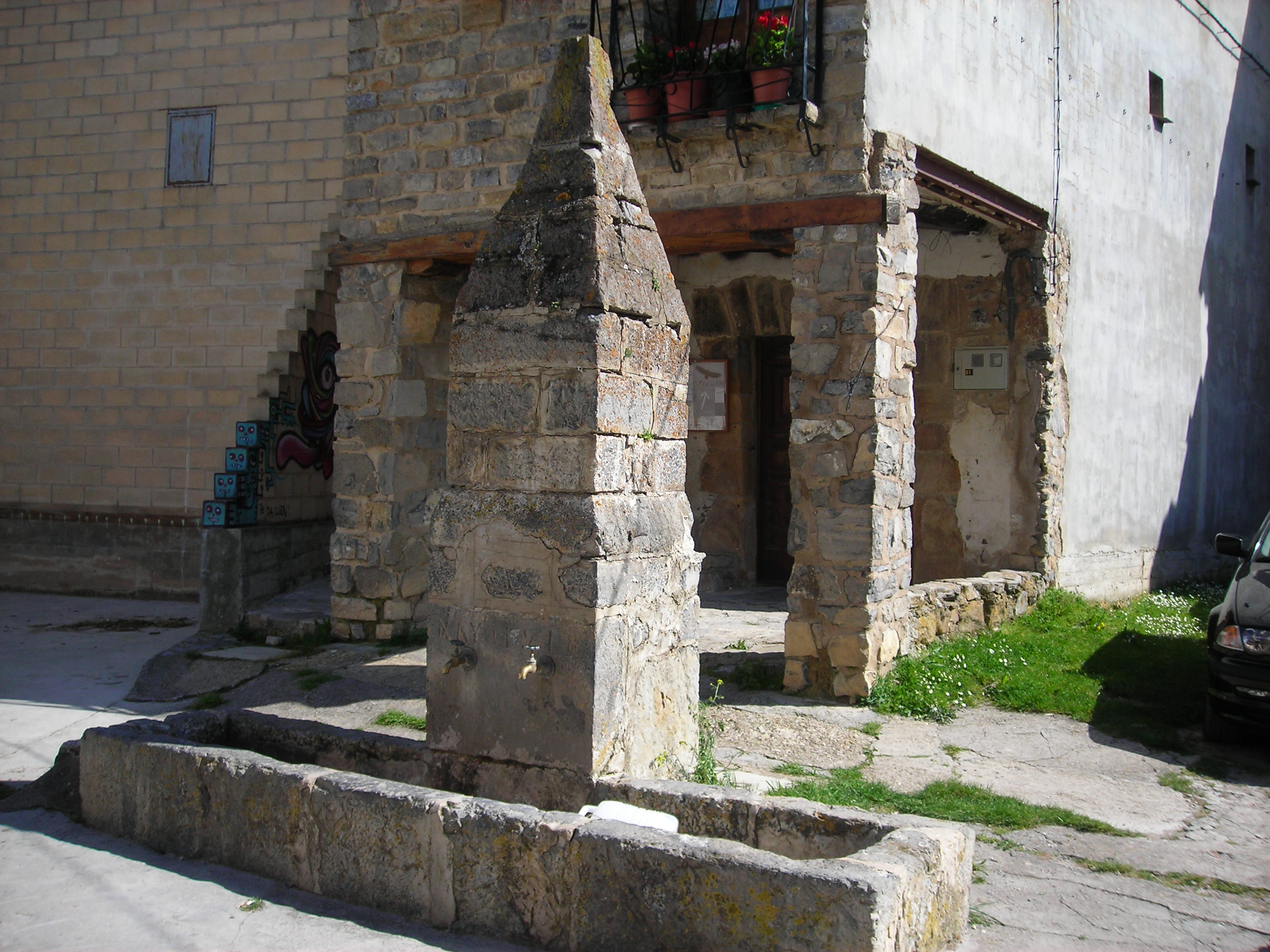
Fuente de la plaza y frontón.

- Fuente. Situada en la plaza del pueblo, está fechada por una inscripción en mayo de 1918.[8] Posiblemente su origen es anterior, aunque en el Diccionario de Pascual Madoz de 1850 no se menciona. Construida con sillares de piedra, consta de un abrevadero bajo y una columna apuntada con dos caños. Dentro del pueblo hay otro antiguo abrevadero, la Fontana, mal conservado.
- Nevera. Situada en el antiguo camino a Fuente Espino, a 1.200 m al norte del pueblo y a 980 m s. n. m. Originaria del siglo XVI,[8] y tiene 7 m de diámetro por unos 10 de profundidad. Las paredes son de sillarejo y las piedras están colocadas en seco. No conserva la parte superior, por encima del suelo, que servía para mantener el frío de la nieve durante más tiempo, por lo que el fondo estaba lleno de sus propios escombros hasta que en 2005 la Asociación Panal y la Asociación de Amigos de Trevijano decidieron recuperarla. Durante ese año y 2006 se limpió parte del fondo y alrededores, permitiendo estimar sus dimensiones y la ubicación de la puerta de acceso.

### Edificios singulares y otros rincones del pueblo
Otros lugares que merecen ser destacados son:

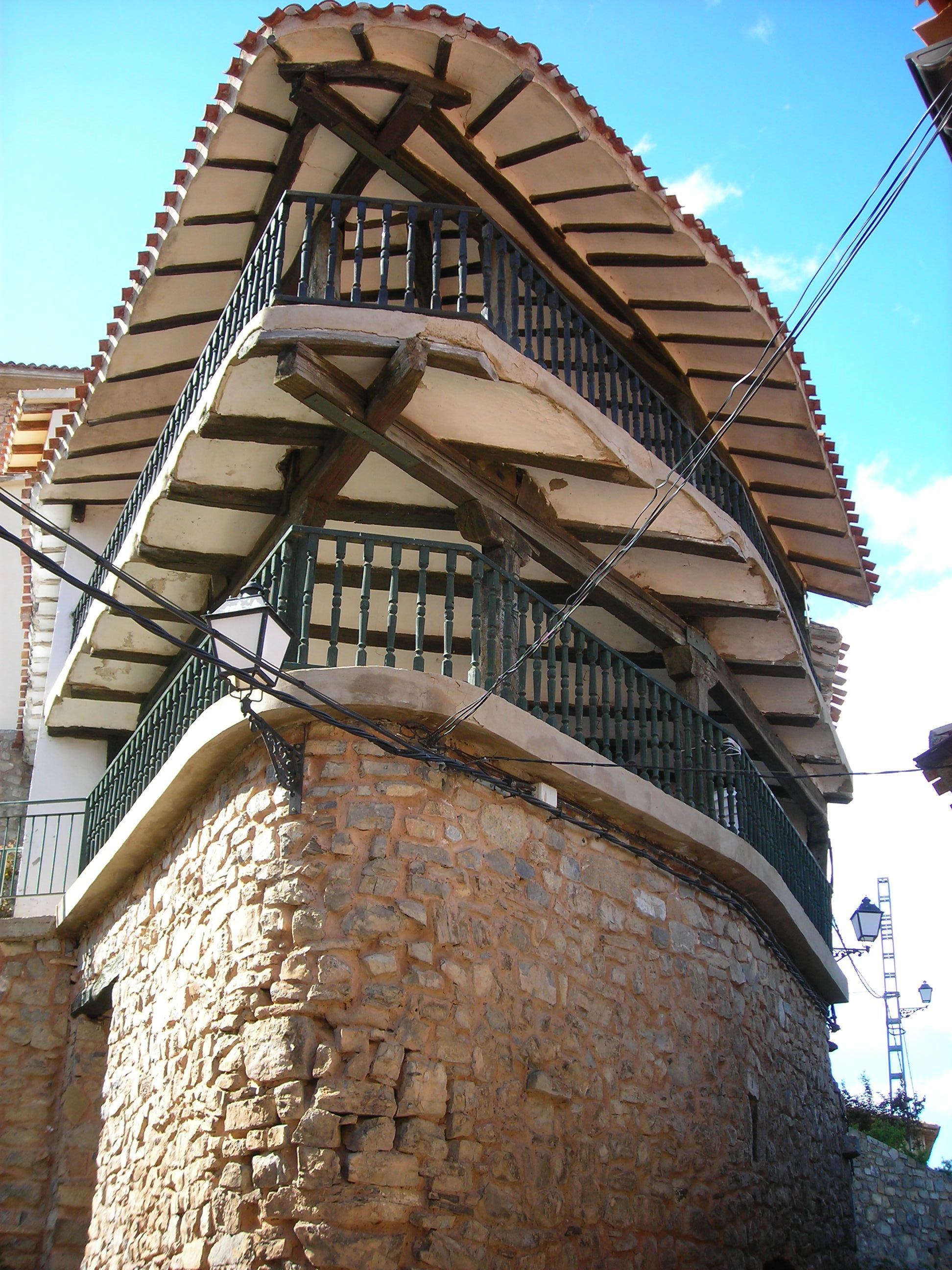
La Casa Barco.

- La casa barco[8]. Aprovechando la forma de la casa, se reconstruyó este edificio que recuerda a los barcos de vapor del río Misisipi.
- La antigua escuela. Es la sede de la Asociación de Amigos de Trevijano desde la fundación de ésta y el principal centro de reunión social. El edificio está rodeado de afloramientos de roca caliza, denominados "Las Peñiscas".[8]
- La dehesa. Pequeño quejigal con sotobosque de aulagas, único resto del bosque que cubría toda la sierra. Ocupa unas 40 ha de extensión entre el pueblo, la LR-462 y el río Leza.
- Merenderos. Tanto en la Fuentevieja, cerca de la ermita del Cristo, como en el Reajo, a 1 km del pueblo junto a la carretera, hay mesas, sombra y una fuente para comer y descansar.
- Miradores. Hay grandes vistas en la Carrasca y en el Plano.
- Cañón del Leza. Si está seco, el descenso por el cauce no es demasiado complicado. Las Fuentes del Restauro están en un paraje casi virgen, en una poza grande a partir de la que el río discurre con agua todo el año. De ellas brota un manantial de 200 l/s de caudal medio a más de un metro de altura sobre la altura del río, en mitad de una pared de piedra. De los escarpes verticales, destaca Peña Amarilla por su altura y belleza, a la altura de las Fuentes del Restauro en la margen derecha.
- Caminos. Existen antiguas sendas fáciles de recorrer que llevan a todos los pueblos de los alrededores (Soto en Cameros, Luezas, Nalda, Albelda de Iregua, Clavijo y Leza de Río Leza).
- Cañadas. Por el límite con Nalda pasa la Cañada Real Soriana Oriental, ramal de Clavijo, de gran interés etnográfico. Otro ramal menor (Pasada Real) viene desde Ribafrecha y enlaza con el principal en el collado del Mallo. La primera tiene una anchura de 75 m y la segunda de 20 m.
- Icnitas[8]. Las más fáciles de encontrar están en una pared casi vertical, a pie de la LR-462, a 500 m del cruce con la LR-250.

## Cultura

### Vida social, tradiciones y gastronomía
El pueblo, abandonado durante tanto tiempo, ha experimentado una revolución por los descendientes del mismo. En los meses de verano, se organizan numerosas actividades y actos festivos.
Uno de ellos son las danzas que se bailaban antiguamente por las fiestas, recuperadas en el año 2001 junto con el traje tradicional femenino. Este último fue rescatado del olvido gracias a una foto guardada desde hace casi cien años. Es similar a los de otros pueblos de Cameros pero con falda amarilla y un delantal negro con tres rayas verticales blancas.
Otra tradición de antiguo era la “enramada”, en la que los jóvenes dejaban ramas en las ventanas de las mujeres solteras pero que, a pesar de algún intento, no se ha logrado recuperar aún.
De la gastronomía típica cabe destacar el bodival que se hacía por San Andrés (bollo de chorizo con miel), pues el resto de la comida era la habitual de la sierra.

### Leyendas
- Como en otros pueblos de la zona, se creía que las icnitas de dinosaurio eran las pisadas del caballo de Santiago de camino a la batalla de Clavijo. Además, otra leyenda relata que al final de la misma el caballo huyó por el lecho del río Leza y, al sentirse acorralado, dio un par de coces en la pared de roca, abriendo las Fuentes del Restauro.
- El singular emplazamiento de Trevijano dio paso a una bonita leyenda sobre que la virgen del Cúpulo, desde su ermita, era “hermana” de las de Legarda (Mendavia) y de Sarrias (Treguajantes), pero ellas no se veían entre sí y se hablaban a través de la del Cúpulo.
- Otra historia, relacionada con el carácter benéfico otorgado en La Rioja a los árboles desde antiguo, es que existía un gran árbol que indicaba con sus ramas el camino correcto a los caminantes perdidos por la niebla o las tormentas. Se quemó a mediados del siglo XX pero aún se aprecia algún resto en las cercanías de la nevera.
- Se dice de una de las pozas del cañón del Leza, la Poza del Diablo, que no tiene fondo, y que sus aguas vienen directamente desde el infierno.

## Fiestas locales

### San Felipe y Santiago
1 de mayo, festividad de San Felipe y Santiago. Aunque la festividad de estos santos se celebra el 3 de mayo, desde finales del siglo XIX hasta el año 1969 la Iglesia Católica lo celebraba dos días antes, celebrándose aun así en la localidad.
Se oficia misa con procesión, tras lo que se ofrece un "vermut" y danzas.

### Fiestas de agosto
Hacia el 15 de agosto, coincidiendo con el fin de semana, se celebran las fiestas de verano. Antiguamente eran en septiembre, tras la cosecha, pero se pasaron a agosto por la mayor presencia de gente. Dada la coincidencia con la Virgen de Agosto, la duración puede variar entre tres y cinco días, según el año.
Las fiestas se inician a mediodía con el lanzamiento de un cohete y la presentación de Celipón, un pelele de tamaño natural relleno de paja, con su cabeza y "atributos" caricaturizados. Su nombre deriva de San Felipe.
Hay verbenas, juegos, sorteos, partidos de pelota y futbito, degustaciones, danzas, misa y procesiones, entre otros eventos. Tienen gran aceptación el torneo de mus y los concursos de disfraces (para niños y para adultos). Se celebra también la reunión anual de la Asociación de Amigos de Trevijano, organizadora de las fiestas de mayo y agosto. En un local o rincón cercano a la plaza se deja zurracapote preparado para que lo deguste la cuadrilla o grupo de amigos que lo desee de forma gratuita. Son muy habituales los juegos en torno al porrón de zurracapote, como el de La abuela, Los medios limones, y otros similares.
El día final se concluye a media tarde con la entrega de premios y trofeos y la quema de Celipón.

### Otras fiestas
- 10 de julio, festividad de San Cristóbal. Fiesta menor en honor al santo al que se dedica la iglesia del pueblo. Cabe destacar la degustación del "bodival", bollo de pan hecho según la tradición relleno de chorizo.

- 30 de noviembre, festividad de San Andrés. Dedicada al titular de una ermita en ruinas, ubicada en el paraje conocido como "eras de San Andrés". Aunque tuvo gran tradición esta fiesta, la ausencia casi total de vecinos en esas fechas la ha hecho desaparecer. El bodival se solía elaborar para este día, justo antes de la matanza, con los últimos restos de embutido que quedaban del año anterior.

- Fiestas de la juventud, a mediados de septiembre. Organizadas por la juventud del pueblo, tienen un carácter alternativo a las típicas fiestas de pueblo. Hay conciertos, grafitis, exposiciones, degustaciones y exhibiciones de todo tipo. Se celebran desde el año 2003.

## Deportes
Dada la escasa población residente no existen equipos deportivos en ninguna disciplina. Las instalaciones deportivas son escuetas y se reducen al frontón existente en la plaza principal y a un campo de futbito de reducidas dimensiones en una era.

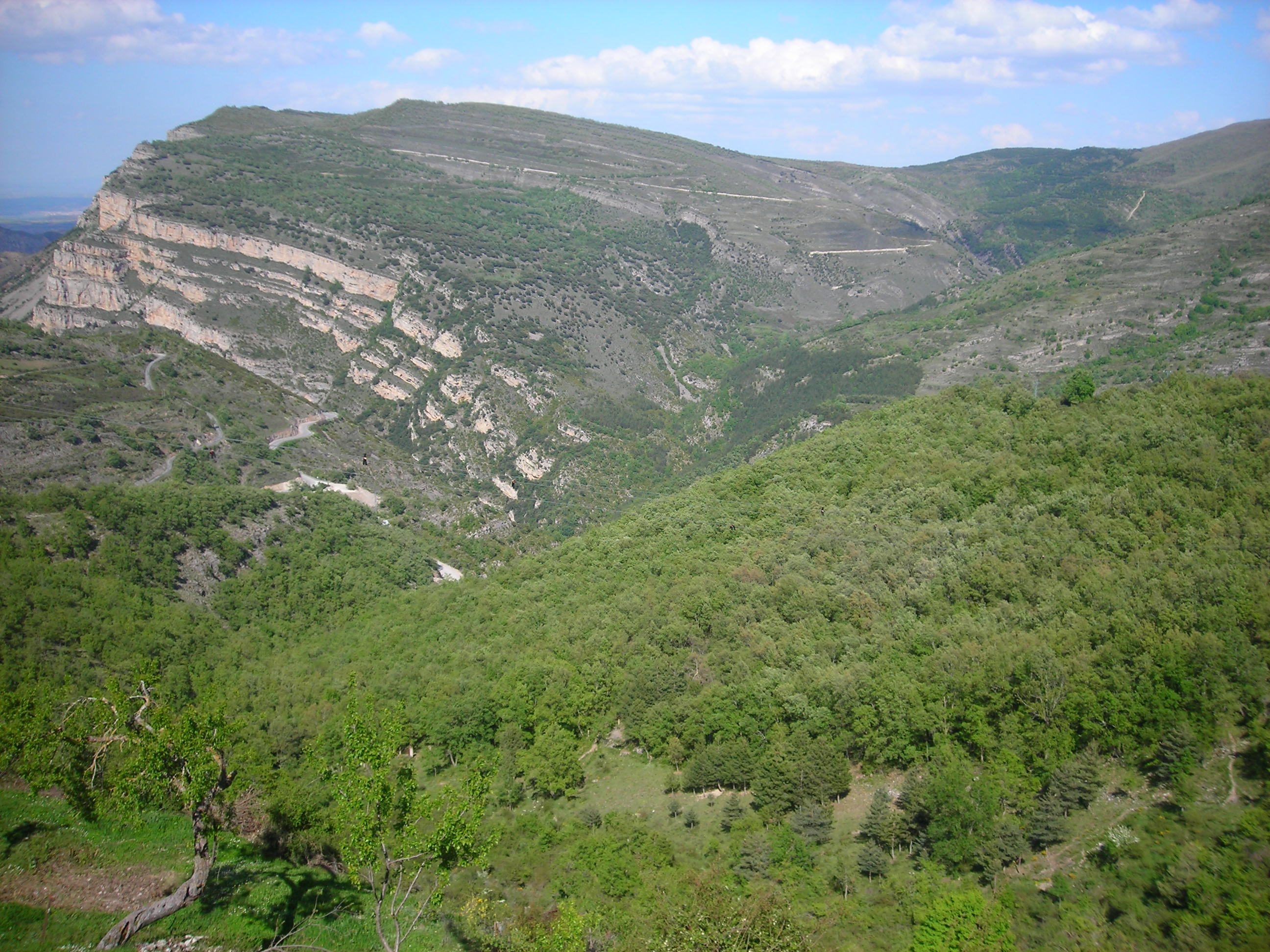
La dehesa y el cañón del Leza.

No obstante es habitual encontrar, al menos durante el verano y los fines de semana, a gente jugando a frontenis, a pelota, a futbito, o practicando otros deportes y juegos, como ciclismo, senderismo/excursionismo, cartas, videojuegos y en el caso de los niños, juegos más clásicos como “Tres navíos en el mar” (un escondite en grupo), “polis y cacos”, etc.
La espectacularidad del cañón del Leza es aprovechada además para practicar alpinismo, barranquismo y parapente.
Para mitigar el calor en los meses de verano o para practicar natación no hay ninguna piscina, estando la más cercana a 13 kilómetros, en Ribafrecha. Otro método es usar las pozas, tramos cortos donde el río tiene profundidad suficiente, especialmente en la zona de las Fuentes del Restauro.
El panorama cambiará a partir de 2009 con la apertura de la Presa de Soto-Terroba, 2 kilómetros río arriba de Soto en Cameros. Aunque de pequeño tamaño (valores máximos de 2600 m de longitud, 8,136 hm³ de volumen y 63,73 ha de superficie), el embalse proporcionará un lugar tanto para el baño como para deportes acuáticos como el paseo en canoas.

## Personas ilustres
D. Francisco Sánchez (?-1590), fue primero catedrático de Artes en la Universidad de Salamanca y luego canónigo magistral de León.
D. Simón Elías Barásoain (1975- ), alpinista de prestigio y con varios premios en su disciplina (entre ellos destaca el premio Piolet de Oro a la mejor actividad alpinística de 1995 y el Premio Petzl de 1997). Actual director del Equipo Español de Alpinismo (EEA).

## Curiosidades
- Antiguamente se denominaba familiarmente a los trevijanos “patateros”, ya que el clima y altura hacían de este pueblo el principal suministrador de este producto a los pueblos de los alrededores, tanto para consumo como para siembra.
- En un sillar de piedra de una casa de la plaza hay tallada una tosca cruz que servía de reloj de sol cuando no existía ninguno más. En el mediodía solar la sombra del edificio contiguo llega justo hasta ella.